# Massimo Bertolini
Pour les articles homonymes, voir Bertolini.
Massimo Bertolini, né le 30 mai 1974 à Vérone, est un ancien joueur de tennis professionnel italien.

## Palmarès

### Titres en double messieurs
| No | Date       | Nom et lieu du tournoi                           | Catégorie   | Dotation  | Surface      | Partenaire    | Finalistes                     | Score          |          |
| -- | ---------- | ------------------------------------------------ | ----------- | --------- | ------------ | ------------- | ------------------------------ | -------------- | -------- |
| 1  | 19-05-2003 | International Raiffeisen Grand Prix Sankt Pölten | Int' Series | 355 000 $ | Terre (ext.) | Simon Aspelin | Sargis Sargsian Nenad Zimonjić | 6-4, 68-7, 6-3 | Parcours |
| 2  | 07-07-2003 | Synsam Swedish Open Båstad                       | Int' Series | 355 000 $ | Terre (ext.) | Simon Aspelin | Lucas Arnold Ker Mariano Hood  | 63-7, 6-0, 6-4 | Parcours |

### Finales en double messieurs
| No | Date       | Nom et lieu du tournoi     | Catégorie   | Dotation  | Surface      | Vainqueurs                        | Partenaire      | Score         |          |
| -- | ---------- | -------------------------- | ----------- | --------- | ------------ | --------------------------------- | --------------- | ------------- | -------- |
| 1  | 09-11-1998 | Chevrolet Cup Santiago     | Int' Series | 315 000 $ | Terre (ext.) | Mariano Hood Sebastián Prieto     | Devin Bowen     | 7-6, 6-7, 7-6 |          |
| 2  | 12-04-1999 | Open Seat Godó Barcelone   | Series Gold | 825 000 $ | Terre (ext.) | Paul Haarhuis Ievgueni Kafelnikov | Cristian Brandi | 7-5, 6-3      | Parcours |
| 3  | 26-04-1999 | BMW Open Munich            | Int' Series | 500 000 $ | Terre (ext.) | Daniel Orsanic Mariano Puerta     | Cristian Brandi | 7-6, 3-6, 7-6 | Parcours |
| 4  | 26-07-1999 | Croatia Open Umag          | Int' Series | 375 000 $ | Terre (ext.) | Mariano Puerta Javier Sánchez     | Cristian Brandi | 3-6, 6-2, 6-3 |          |
| 5  | 08-07-2002 | Allianz Suisse Open Gstaad | Int' Series | 575 000 $ | Terre (ext.) | Joshua Eagle David Rikl           | Cristian Brandi | 7-65, 6-4     | Parcours |

## Résultats en Grand Chelem

### En simple
N'a jamais participé à un tableau final.

### En double
| Année | Open d'Australie                   | Open d'Australie           | Roland-Garros                  | Roland-Garros        | Wimbledon | Wimbledon | US Open | US Open |
| ----- | ---------------------------------- | -------------------------- | ------------------------------ | -------------------- | --------- | --------- | ------- | ------- |
| 2003  | 1er tour (1/32) Davide Sanguinetti | Wayne Black Kevin Ullyett  | 1/4 de finale Sebastián Prieto | Bob Bryan Mike Bryan |           |           |         |         |
| 2004  | 2e tour (1/16) Simon Aspelin       | Hicham Arazi Nicolas Mahut |                                |                      |           |           |         |         |

Sous le résultat, le partenaire ; à droite, l'ultime équipe adverse.